# Man Ray (bar)
Man Ray bar er en berømt restaurant-bar i Paris, Frankrig. Den er beskrevet som en huleagtig restaurant-bar fuld med Buddhaer, kinesiske papirlanterner, orientiske antikviteter. Det var tidligere en biograf, men er nu delvis-ejet af de amerikanske skuespillere; Johnny Depp, Sean Penn, John Malkovich og den britiske musiker Mick Hucknall. Den ligger på 34 Rue Marbeuf (nær ved Champs-Élysées). Tidligt på aftenen bliver der spillet live-jazz i Mezzanine baren, som også spiller house og trip-hop musik. Man Ray udgiver også deres eget opsamlingsalbum som indeholder forskellig blandet musik.
48°52′09″N 2°18′18″Ø / 48.8693°N 2.305°Ø
Baren hed tidligere Man Ray og Mandala Ray, har nu skiftet navn til "World Place." Dette navneskifte markerer en ny æra for stedet, som fortsætter med at være en moderne og populær restaurant og natklub i Paris.